# ابدیا سان سالواتور
ابدیا سان سالواتور (به لاتین: Abbadia San Salvatore) یک سکونتگاه مسکونی در ایتالیا با جمعیت ۶٬۸۰۷ نفر است که در استان سیه‌نا واقع شده‌است.